# PPTP
PPTP (Point to Point Tunneling Protocol) es un protocolo de comunicaciones que permite implementar redes privadas virtuales o VPN. Una VPN es una red privada de computadoras que usa Internet para conectar sus nodos.
Fue desarrollado por Microsoft, U.S. Robotics, Ascend Communications, 3Com/Primary Access, ECI Telematics, conocidas colectivamente como PPTP Fórum.

## La especificación PPTP
La especificación para PPTP fue publicada por el RFC 2637, aunque no ha sido ratificada como estándar por el IETF.
Point-To-Point Tunneling Protocol (PPTP) permitía el intercambio seguro de datos de un cliente a un servidor formando una Red Privada Virtual (VPN, por el anglicismo Virtual Private Network), empleando una red de trabajo TCP/IP. Entre los puntos fuertes de PPTP se encuentran su facilidad de configuración en entornos Windows, su capacidad para trabajar sobre demanda, y su soporte multi-protocolo que le permite funcionar sobre infraestructuras de área de trabajo existentes como Internet o conexiones de acceso telefónico PPP. Esta característica permite a una compañía usar Internet para establecer una red privada virtual (VPN) sin el gasto de una línea alquilada.
La característica que hace posible la tecnología PPTP es una extensión no estándar del protocolo de encapsulado GRE. Dicha tecnología PPTP dirige los paquetes IP de usuario sobre una interfaz PPP, que a su vez se encapsula en un túnel GRE, para su transmisión por la red. La negociación de los túneles PPP+GRE se hace mediante el canal de control PPTP en el puerto 1723 de TCP.
PPTP y VPN:
El protocolo Point-To-Point Tunneling Protocol venía incluido con WindowsNT 4.0 Server y Workstation. Los PCs que implementan este protocolo pueden usarlo para conectarse a una red privada como clientes de acceso remoto usando una red pública como Internet.
PPTP ofrecía a las compañías reducir en un gran porcentaje el coste de distribución de una red extensa, ya que su solución de acceso remoto para usuarios móviles proporcionaba seguridad y comunicaciones cifradas sobre estructuras de área de trabajo existentes como PSTNs ( Public-Switched Telephone Networks) o Internet.

## Vulnerabilidades de PPTP
La seguridad de PPTP ha sido completamente rota y las instalaciones con PPTP deberían ser retiradas o actualizadas a otra tecnología de VPN. La utilidad ASLEAP puede obtener claves de sesiones PPTP y descifrar el tráfico de la VPN. Los ataques a PPTP no pueden ser detectados por el cliente o el servidor porque el exploit es pasivo.
El fallo de PPTP es causado por errores de diseño en la criptografía en los protocolos handshake LEAP de Cisco y MSCHAP-v2 de Microsoft y por las limitaciones de la longitud de la clave en MPPE.[cita requerida]

## Actualización de PPTP
La actualización de PPTP para las plataformas Microsoft viene por parte de L2TP o IPsec. Su adopción es lenta porque PPTP es fácil de configurar, mientras L2TP requiere certificados de clave pública, e IPsec es complejo y poco soportado por plataformas antiguas como Windows 98 y Windows Me.